# Maëster

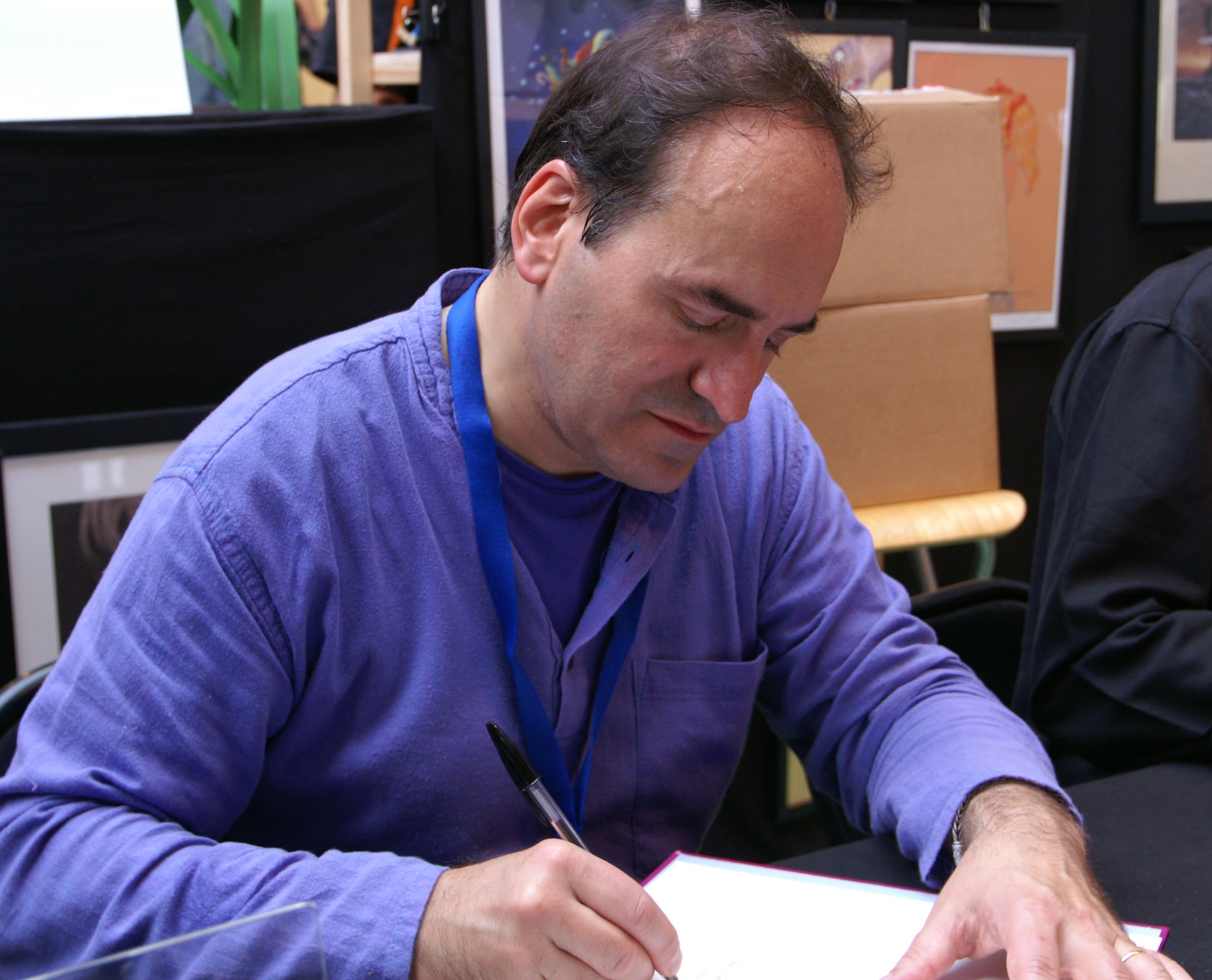
Maëster beim Comicfestival Quai des Bulles 2010

Jean-Marie Ballester (* 7. März 1959 in Chéraga, Algerien), bekannt als Maëster, ist ein französischer Comiczeichner und Szenarist sowie Karikaturist.

## Leben und Werk
Als Leser der Magazine Spirou, Tintin und Pilote in seiner Jugend entdeckte Maëster dort seine Vorbilder und Einflüsse: André Franquin, Albert Uderzo und vor allem Gotlib. 1982 begann er mit kürzeren Geschichten bei Fluide Glacial. Dort entwickelte er sich schnell zu einem der Hauptautoren und schuf ab 1986 die dreibändige Reihe um den sexbessenen Athanagor Wurlitzer. Drei Jahre später erschien der erste Band der Reihe um Sœur Marie-Thérèse des Batignolles, zwar Ordensschwester, aber nicht weniger besessen (Alkohol, Drogen, und auch ein bisschen Sex). 1997 verwendete er mit Gotlibs Segen dessen Figur Inspecteur Charolles in dem zweibändigen Meurtres fatals.
Im Jahr 2005 wechselte Maëster zu L’Echo des Savanes, wo der sechste Band von Sœur Marie-Thérèse des Batignolles als Vorabdruck erschien.
Neben seinen Comics schuf er Illustrationen für Zeitschriften, u. a. für Lui. Als Karikaturist hat Maëster zudem über 300 prominente Persönlichkeiten porträtiert.